# Groß Twülpstedt
Groß Twülpstedt är en kommun och ort i Landkreis Helmstedt i förbundslandet Niedersachsen i Tyskland.
Kommunen ingår i kommunalförbundet Samtgemeinde Velpke tillsammans med ytterligare fyra kommuner.